# Сергіївка (Фатезький район)
Сергіївка (рос. Сергеевка) — присілок в Фатезькому районі Курської області Російської Федерації.
Населення становить 35 осіб. Входить до складу муніципального утворення Верхньолюбазька сільрада.

## Історія
Населений пункт розташований на території українського етнічного та культурного краю Східна Слобожанщина.
Від 2004 року входить до складу муніципального утворення Верхньолюбазька сільрада.

## Населення
| 1979 | 2002 | 2010 |
| ---- | ---- | ---- |
| 145  | ↘70  | ↘35  |